# Emilio Gallori
Emilio Pasquale Gallòri (Florence, 3 avril 1846 - Sienne, 24 décembre 1924) est un sculpteur italien. Il est connu principalement pour sa statue de Garibaldi sur le Janicule et pour sa statue de l'empereur Néron habillé en femme. Il participe à la vie artistique italienne et au principal chantier de son époque, le monument à Victor-Emmanuel II, bien que ses apports sont limités sur ce dernier.

## Biographie
Né à Florence, il étudie à l'Académie des Beaux-Arts de la capitale toscane. Il reçoit lors de cette période les enseignements du sculpteur Aristodemo Costoli (it) et du peintre Tito Lessi. En 1869 il remporte le concours de l'institution. Gallori s'établit alors à Rome où il continue ses études jusqu'en 1872. L'année suivante une de ses esquisses en plâtre, Nerone vestito da donna (en français : Néron vêtu en femme), qui représente l'empereur romain s'essayant au théâtre provoque un scandale. Pendant son séjour londonien de 1874 à 1878 il expose à la Royal Academy of Arts plusieurs œuvres dédiées à des personnages de la société anglaise.
Son œuvre la plus connue et la plus populaire se trouve être la statue équestre de Garibaldi sur le Janicule effectué pour les 25 ans de la prise de Rome en 1895. En 1902, après la mort du sculpteur Enrico Chiaradia, auteur des croquis préliminaires, Gallori est chargé par la commission responsable du Vittoriano de modifier la statue équestre de Victor-Emmanuel II qui se situera au centre de l'édifice. Trois ans plus tard, la même commission décide de revenir au projet initial et les apports de Gallori ne sont que très limités puisqu'il est chargé d'une révision des cires préparatoires pour la fusion. Le sculpteur florentin est aussi l'auteur du buste d'Alessandro Fortis, président du Conseil de 1905 à 1906, qui se trouve à la Chambre des députés.
Franc-maçon, il est initié dans les années 1880 selon toute vraisemblance dans la loge Rienzi de Rome et dans les dernières années de sa vie il est membre de la loge Arbia de Sienne. Il meurt dans cette même ville le 24 décembre 1924 à 78 ans.
La ville de Rome lui dédie une rue à Torrenova.

## Œuvres

Sculptures et bustes.
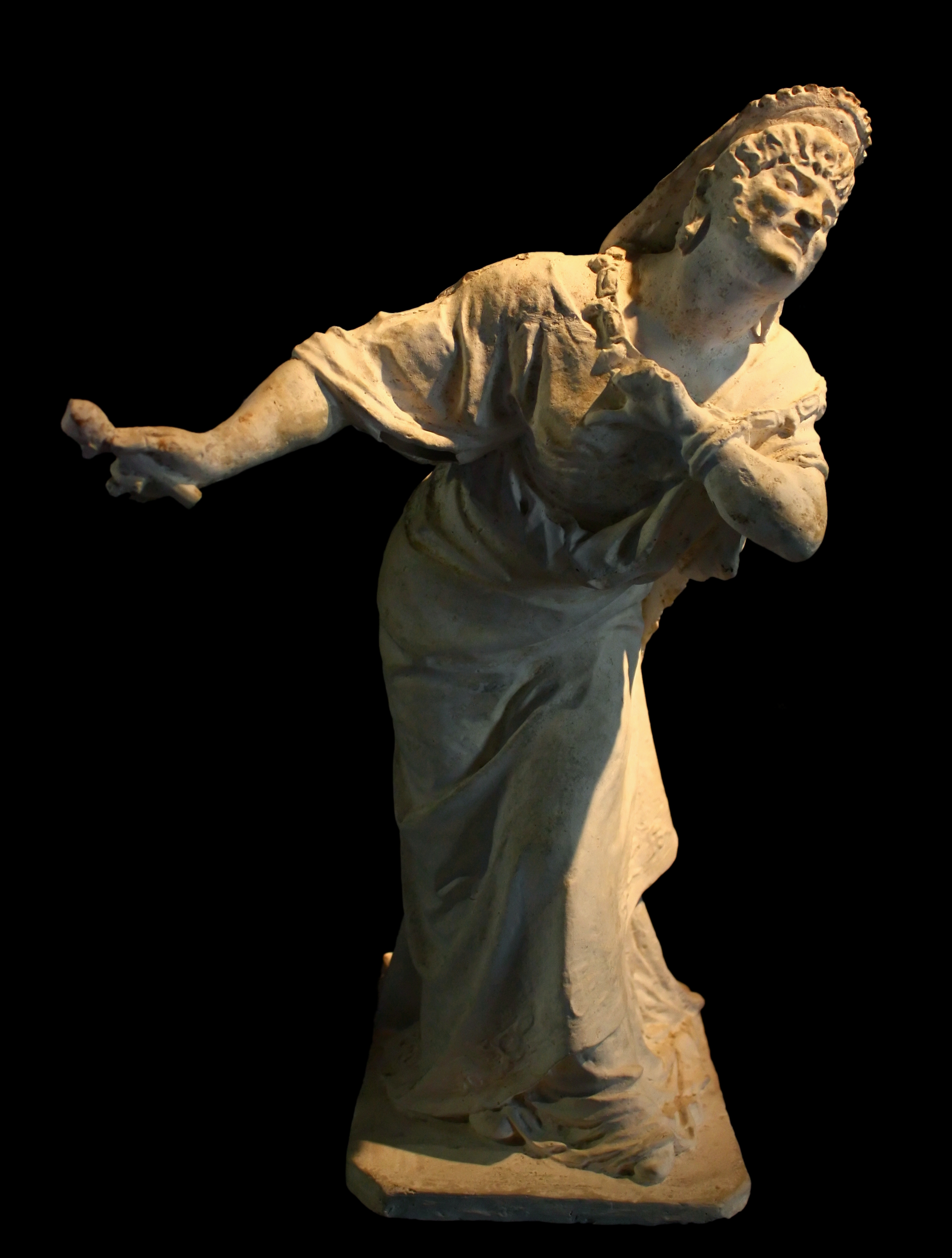
Nerone vestito da donna.
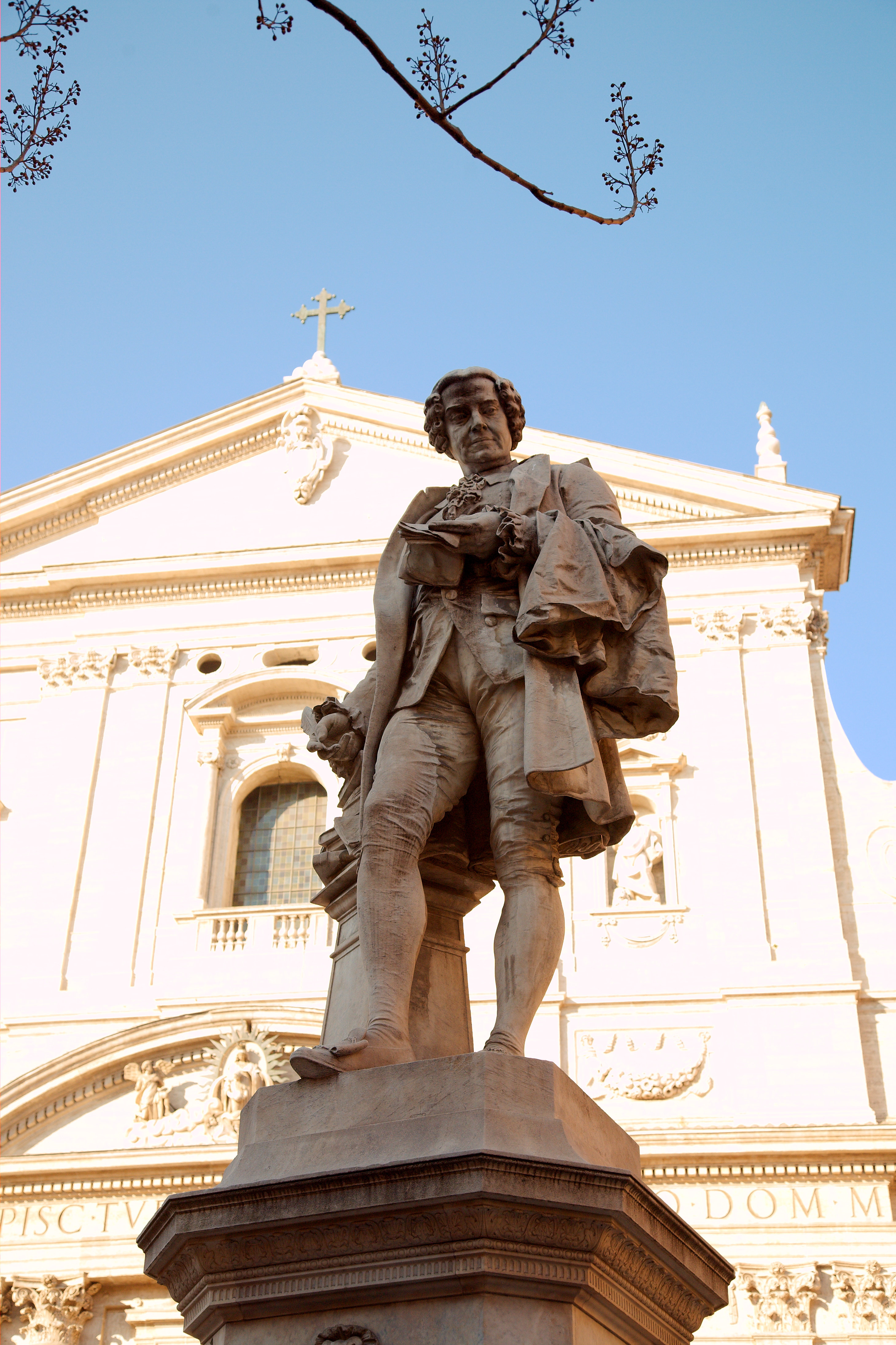
Statue de Pietro Metastasio à Rome de face.
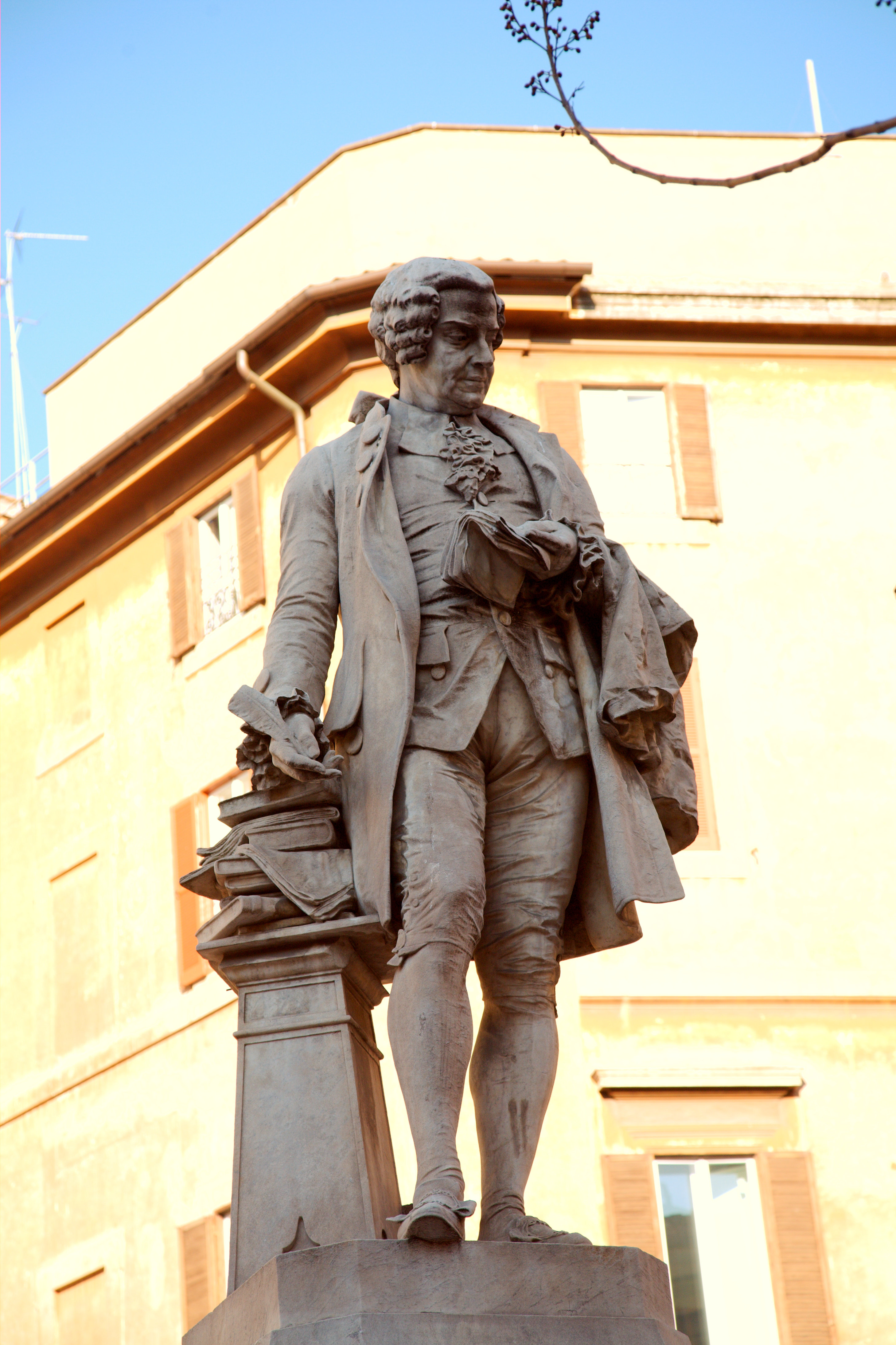
Statue de Pietro Metastasio à Rome de profil.
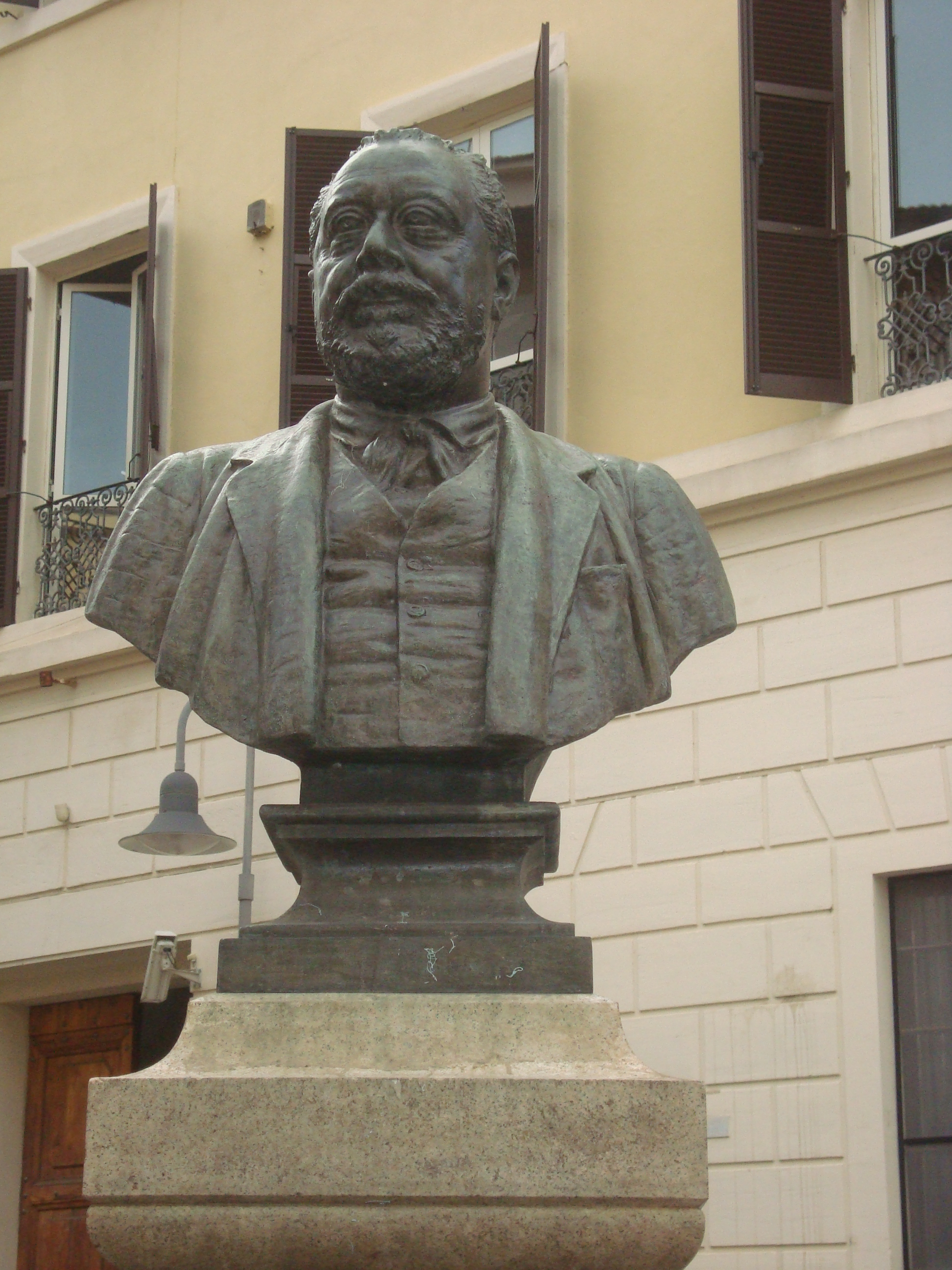
Monument à Ettore Socci (it), député italien, à Rome.

Monument du Janicule.
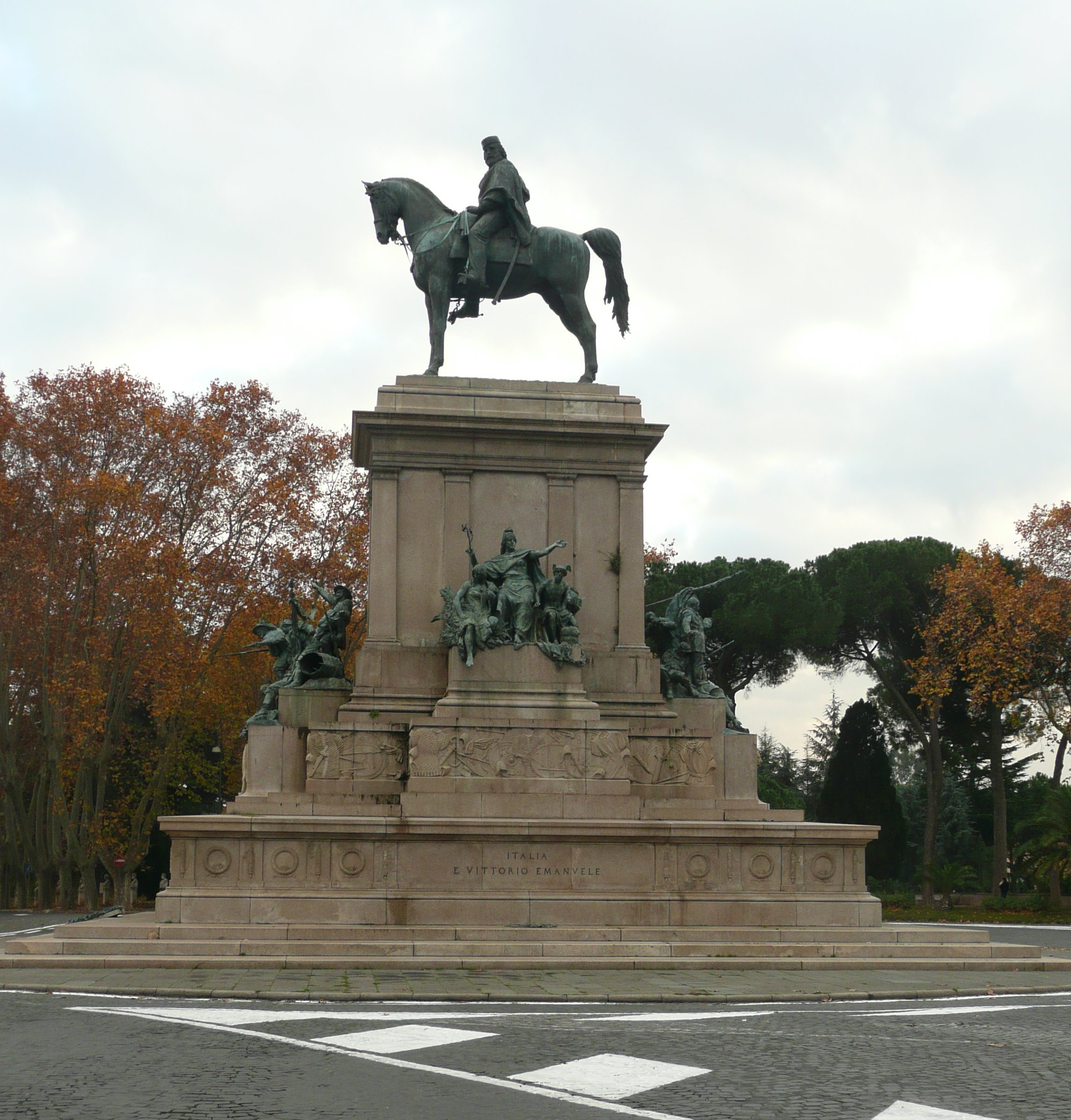
Structure dans son ensemble.
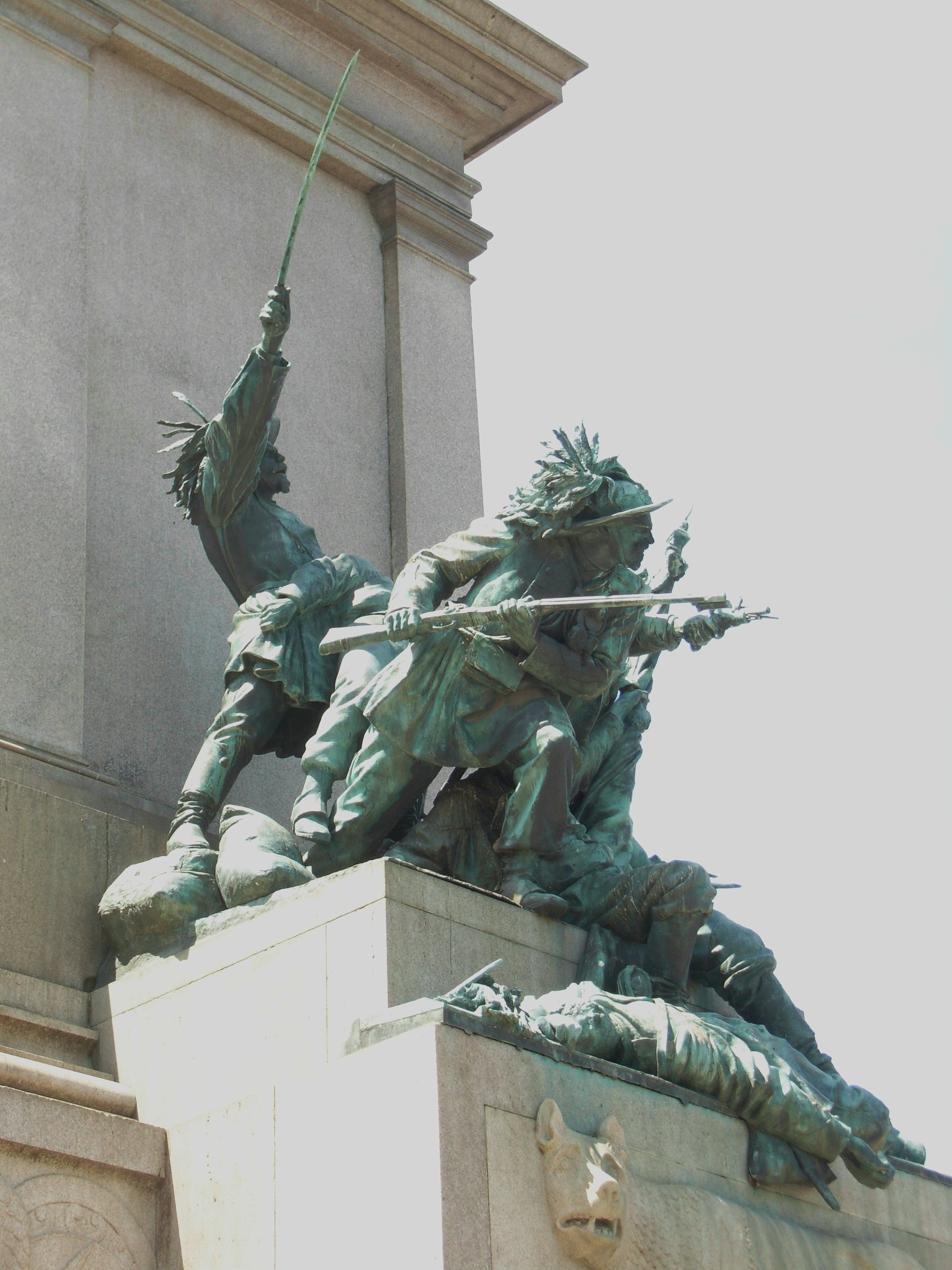
Détail, bersagliers.
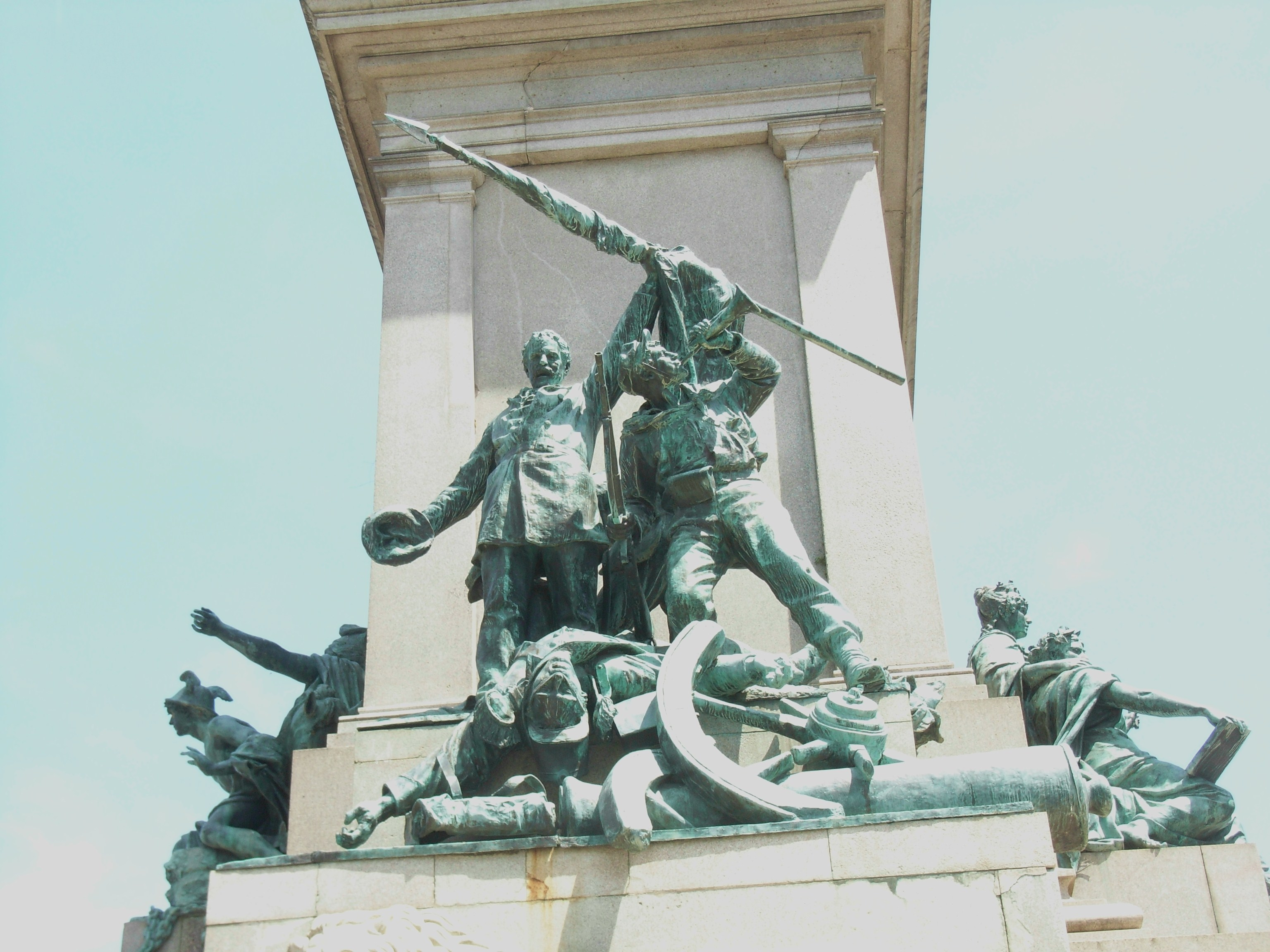
Détail.
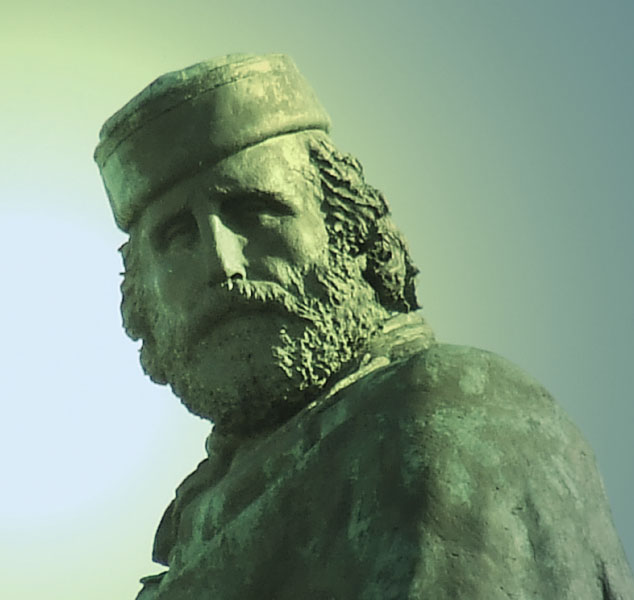
Garibaldi, détail.